# Циклотропия
 Циклотропия  является формой косоглазия при которой, в отличие от правильного расположения глаз, существует кручение одного глаза (или обоих) вокруг зрительной оси глаза. Следовательно, поля зрения двух глаз наклонены относительно друг  друга. Соответствующее латентное условие - состояние, при котором кручение происходит только в случае отсутствия соответствующих зрительных стимулов - называется  циклофория .
Циклотропия часто ассоциируется с другими расстройствами косоглазия, может привести к двоению в глазах, и может вызвать другие симптомы, в частности наклон головы.
В некоторых случаях субъективная и объективная циклодевиация может быть результатом хирургического вмешательства при заболеваниях косых мышц; если зрительная система не сможет этого компенсировать, это может привести к циклотропии и вращательному двоению в глазах (циклодиплопия). Роль циклотропии в нарушениях зрения не всегда корректно идентифицируется. В ряде случаев двойного видения, когда была идентифицирована в качестве основы циклотропия, состояние было улучшено хирургической коррекцией циклотропии.
С другой стороны, искусственное вызывание  у кошек циклотропии приводит к снижению остроты зрения, в результате чего возникает дефект, аналогичной косоглазию — амблиопия.

## Диагностика
Циклотропия может быть обнаружена с помощью субъективных тестов, таких как тест стержня Мэддокса, тест поперечно-полосатой линзы Бадолини, разности фаз гаплоскопии Олхорна, или красно-зеленого теста Ланкастера (LRGT). Среди них, LRGT является наиболее полным. Циклотропия также может быть диагностирована  использованием комбинации субъективных и объективных тестов. Перед операцией должны быть оценены как субъективные так  и объективные кручения.
Кроме того, необходимы эксперименты  для оценки  циклических отклонений  с помощью чисто фотографических средств.

## Лечение
При незначительной величине кручения, циклотропия может быть без общих симптомов  и, возможно, не нуждаться в коррекции, так как зрительная система может компенсировать незначительное кручение и обеспечить бинокулярность зрения. Компенсация может быть моторной реакцией (визуально вызванной цикловергенцией) или может иметь место во время обработки сигнала в мозге. У пациентов с циклотропией сосудистого происхождения, состояние часто улучшается самопроизвольно.
Циклотропия не может быть исправлена с помощью призматических очков или одним из путей исправления других расстройств положения глаз. (Тем не менее две призмы Dove  могут быть использованы, чтобы повернуть поле зрения в экспериментальных условиях.)
При циклодевиации более 5 градусов, обычно рекомендуется хирургия. В зависимости от симптомов, хирургическая коррекция циклотропии может включать в себя коррекцию ассоциированного вертикального отклонения (гипертропию или гипотропию), процедуру Харада-Ито  или иной способ, чтобы повернуть глаза вовнутрь или другую процедуру, чтобы повернуть их наружу.  Таким образом,  можно исправить вертикальное отклонение (гипертропию или гипотропию); однако, циклодевиация без каких-либо отклонений от вертикали может оказаться трудно устранимой хирургическим путём, а коррекция циклодевиации может вызвать вертикальное отклонение.